# Umar al-Muchtar

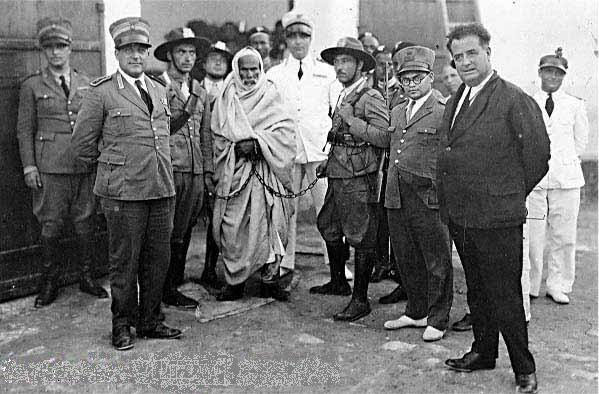
Umar al-Muchtar aresztowany przez włoskich żołnierzy

Umar al-Muchtar (arab. عمر المختار, ur. 1862 w Zawijat Dżanzur, zm. 16 września 1931 w Suluk k. Bengazi) – mudżahedin, przywódca powstania przeciwko włoskiej okupacji (1912–1935), bohater narodowy Libii.

## Życiorys
Umar al-Muchtar pochodził z plemienia Minifa, które przybyło do Libii z terenów obecnej Arabii Saudyjskiej ok. VIII wieku, w trakcie kolonizacji Afryki Północnej przez Arabów. Zajmował się nauczaniem Koranu.
28 września 1911 roku Włochy pod pretekstem ochrony swoich obywateli w Afryce Północnej wypowiedziały wojnę Imperium Osmańskiemu, po czym 1 października 1911 zajęły Trypolis, a następnie zaczęły stopniowo wypierać Turków najpierw z terenów Trypolitanii, Cyrenajki i Fazzanu. Wybuch I wojny bałkańskiej w 1912 roku ostatecznie zniweczył szanse Turcji na utrzymanie panowania na tym terenie i w 1912 roku, na mocy traktatu pokojowego w Lozannie, teren oficjalnie włączono do Włoch.
Przeciwko Włochom wystąpiła jednak znaczna część miejscowej ludności i w 1912 roku rozpoczęły się walki partyzanckie mudżahedinów pod wodzą Umar al-Muchtara. Dowodzeni przez al-Muchtara partyzanci działali głównie w rejonie Gór Zielonych w Cyrenajce. Ukształtowanie terenu, liczne groty i jaskinie oraz taktyka polegająca na wciąganiu włoskich jednostek w zasadzki, atakowaniu włoskich posterunków i przecinaniu linii zaopatrzeniowych oraz komunikacyjnych spowodowały, że walki regularnej armii włoskiej z partyzantami trwały ponad 20 lat.
W celu zdławienia powstania Włosi utworzyli na terenie Libii obozy koncentracyjne, w których przetrzymywano łącznie około 125.000 osób, głównie mężczyzn. Celem tych działań było odebranie al-Muchtarowi wsparcia materialnego i osobowego ze strony miejscowej ludności arabskiej oraz powstrzymanie wzrostu liczebności jego oddziałów.
W 1931 roku, podczas bitwy z oddziałami włoskimi, Umar al-Muchtar został okrążony i pojmany. 15 września sąd wojskowy w Bengazi skazał go na karę śmierci przez powieszenie. Wyrok został wykonany publicznie następnego dnia na terenie obozu koncentracyjnego w Suluk, 50 km na południowy wschód od Bengazi.
Śmierć Umara al-Muchtara poważnie osłabiła mudżahedinów i doprowadziła do stopniowego ograniczania libijskiego oporu przeciw włoskiej kolonizacji oraz ostatecznego zakończenia walk partyzanckich w 1935 roku.
Umar al-Muchtar jest uważany za bohatera narodowego Libii. Jego imieniem nazwane są główne ulice w Trypolisie i Bengazi, a jego podobizna znajduje się na banknocie o nominale 10 dinarów. Historia ostatnich lat jego walki o niepodległość Libii stała się też kanwą scenariusza do filmu Lion of the Desert (1981) w reżyserii Mustafy al-Akkada. W postać głównego bohatera wcielił się Anthony Quinn.